# 拉贾·拉维·瓦尔马
拉贾·拉维·瓦尔马（發音：[ɾaːdʒaː ɾɐʋi ʋɐrm(ː)ɐ]；1848年4月29日—1906年10月2日）是印度画家和艺术家。他被认为是印度艺术史上最伟大的画家之一。他的作品是欧洲学院艺术与纯粹的印度情感及肖像学相融合的最佳范例。他被称为印度第一位现代艺术家。特别为人称道的是，他向公众提供平价的石版画，这极大地提高了他作为画家和公众人物的知名度和影响力。他的石版画增加了普通人对美术的参与，并提升了普通人群的艺术品味。此外，他对印度教神灵的宗教描绘，以及涉及印度史诗和往世书的作品，都受到了广泛赞誉。他是默勒布勒姆县以前帕拉帕纳德的王室成员。
拉贾·拉维·瓦尔马与现今印度喀拉拉邦的特拉凡哥尔王室有密切关系。在他晚年，他有两个外孙女被王室收养，现在的特拉凡哥尔王室就是由她们的后代构成的，包括最近的三位摩诃罗阇（巴拉拉马·瓦尔马三世、马尔坦达·瓦尔马三世和拉马·瓦尔马七世）。

## 个人生活
拉贾·拉维·瓦尔马出生于昔日的特拉凡哥尔土邦（今喀拉拉邦）基利马诺尔宫的一个贵族家庭，称为马哈·拉贾·拉吉亚·什里（南印度贵族前缀）拉维·瓦尔马，基利马诺尔的科伊尔·坦普兰。该家族200多年来一直为母系的特拉凡哥尔王室公主们提供配偶。罗阇头衔是殖民地总督兼印度总督寇松勋爵授予的个人头衔。

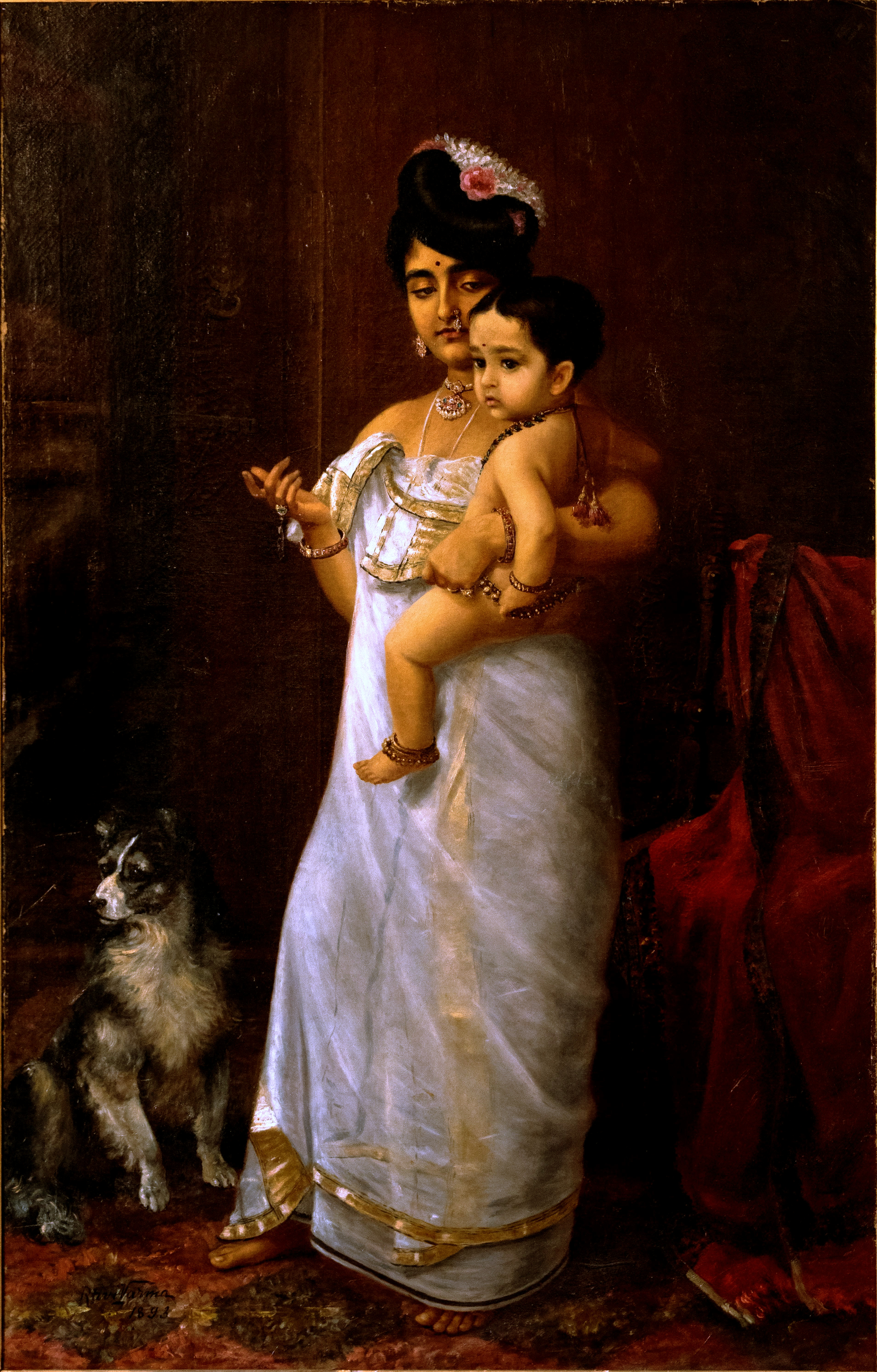
《爸爸来了》（1893），描绘了瓦尔马的女儿马哈普拉巴（Mahaprabha）及其一个儿子。

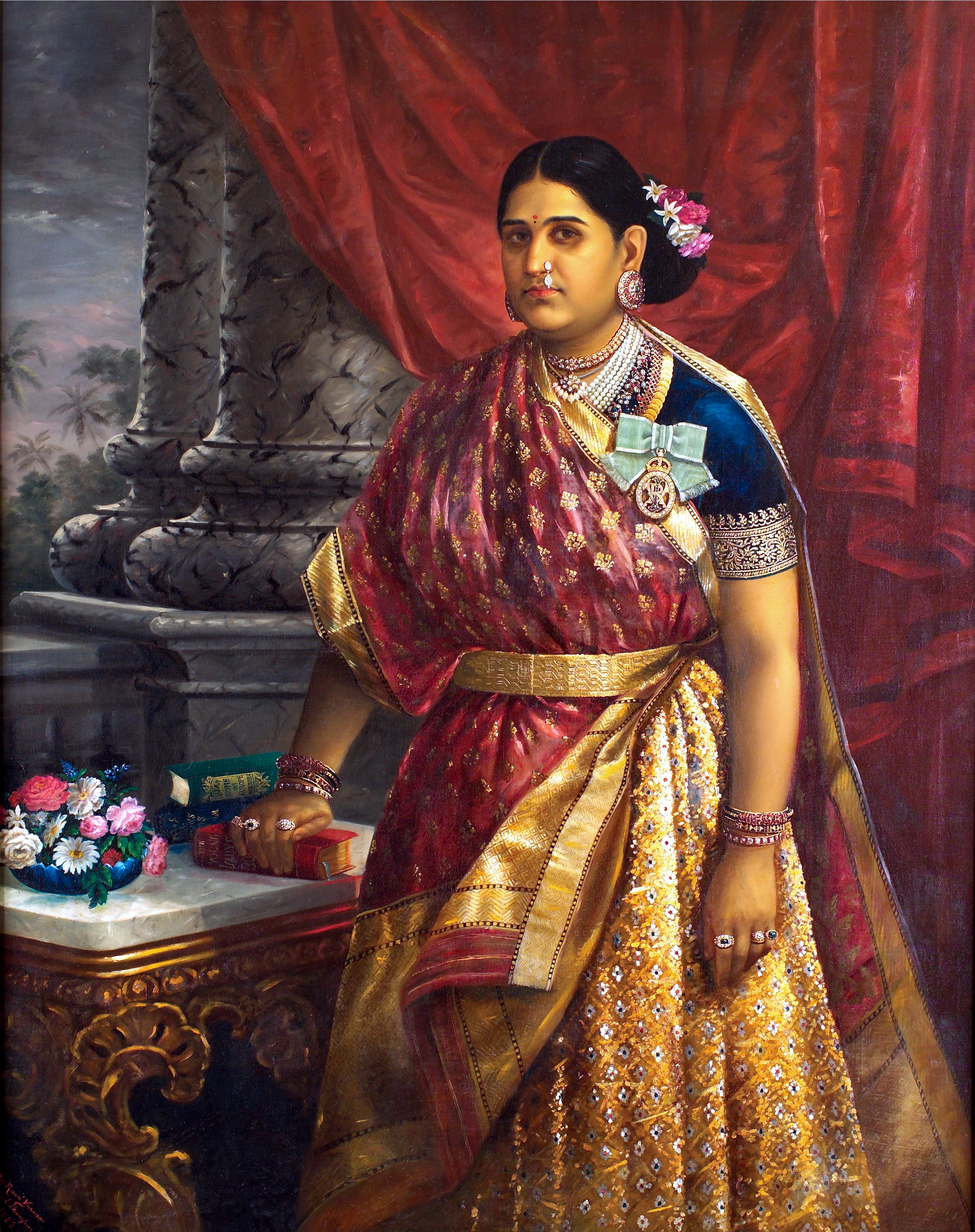
瓦尔马的大姨子巴拉尼·蒂鲁纳尔·拉克希米·巴伊是阿特廷格阿尔（或特拉凡哥尔）的大拉尼（Senior Rani），她在1900年收养了瓦尔马的两个外孙女。

拉维·瓦尔马的母亲乌玛·安巴巴伊·坦普拉蒂（Uma Ambabayi Thampuratty）属于男爵家族，该家族统治着特拉凡哥尔王国内的基利马诺尔封建庄园。她是一位颇有才华的诗人和作家，她的作品《帕尔瓦蒂·斯瓦亚姆瓦兰》（Parvati Swayamvaram）在其死后由瓦尔马出版。拉维·瓦尔马的父亲埃祖马维尔·尼拉坎坦·巴塔蒂里帕德（Ezhumavil Neelakanthan Bhattatiripad）是梵语和阿育吠陀学者，来自喀拉拉邦的埃尔纳古勒姆。拉维·瓦尔马姊妹三人，有一个弟弟名叫C·拉贾·拉贾·瓦尔马（生于1860年），还有一个妹妹名叫曼加拉·巴伊。他弟弟也是一位画家，一生都与拉维·瓦尔马密切合作。
1866年，18岁的瓦尔马被包办婚姻，娶了12岁的巴吉尔蒂·巴伊（Bhageerthi Bayi，全名普鲁鲁塔蒂·纳尔·巴吉尔蒂·巴伊·坦普拉蒂 (Pooruruttati Nal Bhageerathi Bayi Thampuratty)），她是特拉凡哥尔王国另一个主要封地马韦利克卡拉的王室成员。值得注意的是，马韦利克卡拉王室是特拉凡哥尔王室的一个分支。巴吉尔蒂是姐妹三人中最小的一个，她的两个姐姐都于1857年被特拉凡哥尔王室收养，以延续血统。她们被称为阿特廷格阿尔的大小拉尼（Rani），她们的后代获得了特拉凡哥尔王位的继承权。因为拉维·瓦尔马与巴吉尔蒂的婚姻，他与王室的关系变得非常密切。他的孩子（因为他们属于母亲的家族）出生时就是皇室成员。这场婚姻是由父母以印度人特有的方式安排的，但和谐而成功。夫妇俩共有五个孩子，两儿三女。他们的大儿子喀拉拉·瓦尔马（Kerala Varma，1876年出生）患有精神疾病。他终生未婚，并最终于1912年自杀。小儿子拉马·瓦尔马（Rama Varma，1879年出生）继承了父亲的艺术天赋，就读于孟买J·J爵士应用艺术学院。他娶了德万的妹妹（或姐姐）高里·昆贾玛（Gowri Kunjamma），并生育了七个孩子。
拉维·瓦尔马和巴吉尔蒂·巴伊的三个女儿是马哈普拉巴·阿马（Mahaprabha Amma，她出现在瓦尔马两幅最著名的画作中）、乌玛·阿马（Uma Amma，随了瓦尔马母亲的名字）和切里亚·科查马（Cheria Kochamma）。公元1900年，特拉凡哥尔王室再次面临继任危机。为了继承血统，巴吉尔蒂的两个姐姐被王室收养，但她们均未能如愿产下继承人。她们共有六个孩子，但只有两个存活下来，而且都是男孩（他们后来也意外去世而未留子嗣）。根据玛鲁玛卡塔亚姆母系制度，只能通过女性来继承王位，所以必须要进行收养。根据传统，会同时收养王室分支的两个女孩。根据不寻常且独特的玛鲁玛卡塔亚姆继承制度，她们会被指定为阿特廷格阿尔的大小拉尼，并将特拉凡哥尔的王位继承权赋予他们的后代。
瓦尔马的两个外孙女注定要获得这一荣誉，主要原因是她们是现任阿特廷格阿尔的拉尼最近的母系（同族）亲属。1900年8月，马哈普拉巴的长女拉克希米·巴伊（Lakshmi Bayi，5岁）和乌玛的长女帕尔瓦蒂·巴伊（Parvati Bayi，4岁）被特拉凡哥尔王室收养。正式收养她们的是她们仍在世的外祖母巴拉尼·蒂鲁纳尔·拉克希米·巴伊。收养后不到一年她就去世了，然后这两个女孩分别被任命为阿特廷格阿尔的大小拉尼。她们在十四五岁的时候就嫁给了两位门当户对的贵族家庭的绅士。1912年，小拉尼塞图·帕尔瓦蒂·巴伊生下了期待已久的继承人，那天刚好是她16岁生日的第二天。巧合的是，她丈夫是拉贾·拉维·瓦尔马的侄孙，属于基利马诺尔。这个婴儿就是后来的大君奇提拉·蒂鲁纳尔，也是最后一位特拉凡哥尔大君。他下面还有一个弟弟（后来的大君马尔坦达·瓦尔马三世）和一个妹妹卡尔西卡·蒂鲁纳尔·拉克希米·巴伊。卡尔西卡·蒂鲁纳尔是拉马·瓦尔马七世的母亲，而拉马·瓦尔马七世就是自2013年起在位的大君。同时，大拉尼（塞图·拉克希米·巴伊，马哈普拉巴·阿马的女儿，1924至1931年摄政）也在1923和1926年生下两个女儿。
因此，特拉凡哥尔现有的整个王室都是拉贾·拉维·瓦尔马的后裔。在其皇室后裔中，出名的有作家阿斯瓦蒂·蒂鲁纳尔·高里·拉克希米·巴伊和史瑞库马尔·瓦尔马、艺术家鲁米尼·瓦尔马和古典音乐家阿斯瓦蒂·蒂鲁纳尔·拉马·瓦尔马。
在拉维·瓦尔马57岁生日前后，他宣布决定接受三亚撒（Sanyasa），并在60岁时退休。在他生命的最后几年，他因拉贾·拉贾·瓦尔马（Raja Raja Varma）的去世而悲痛不已，也忍受着糖尿病的痛苦，并因此于1906年10月2日去世。

## 艺术生涯
瓦尔马曾受到下一任特拉凡哥尔大君艾伊利亚姆·蒂鲁纳尔的光顾，并从此后开始接受正式培训。他在马杜赖学习了绘画的基础知识。后来，他接受了拉马·斯瓦米·奈杜（Rama Swami Naidu）的水彩画培训，并勉强接受了英国肖像画家西奥多·詹森（Theodore Jenson）的油画培训。

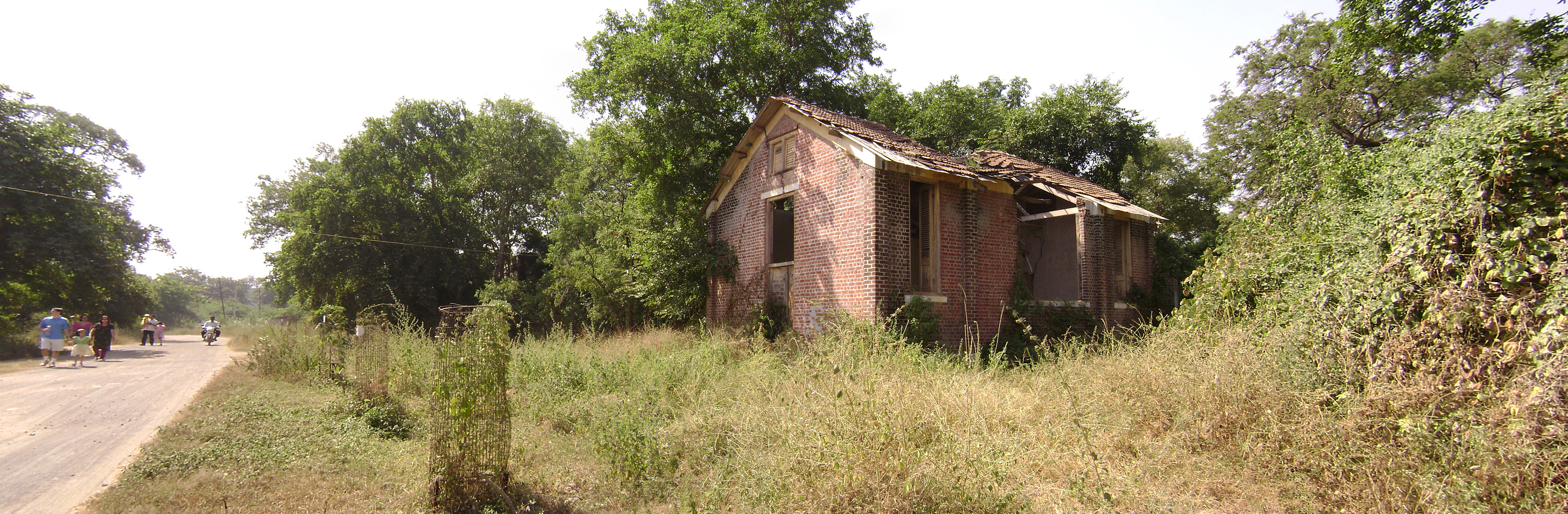
瓦尔马住在拉克希米·维拉斯宫期间使用的工作室

英国行政官埃德加·瑟斯顿在推动瓦尔马和他弟弟的事业方面发挥了重要作用。瓦尔马于1873年在维也纳举办了画展并获奖，之后获得了广泛赞誉。瓦尔马的画作还被送往1893年的芝加哥哥伦布纪念博览会，并获得了三枚金奖。他走遍印度，寻找主题。他经常以他认为美丽的印度女性作为印度教女神的模特。拉维·瓦尔马特别出名的绘画题材是，描绘《摩诃婆罗多》中杜尚塔和沙昆塔拉，以及那拉和达马扬蒂的故事情节。拉维·瓦尔马所表现的神话人物，已经成为印度史诗想象的一部分。他经常因风格过于浮夸和感伤而受到批评，但其作品在印度仍然很受欢迎。他的许多精美画作都收藏在拉克希米·维拉斯宫。

## 拉贾·拉维·瓦尔马出版社

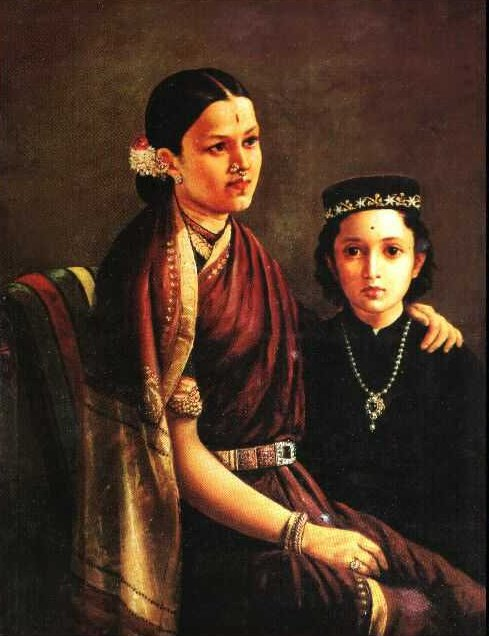
《拉马纳达·饶夫人和儿子》（Mrs. Ramanadha Rao and son）

显然是在特拉凡哥尔当时的德万（总理）T·玛达瓦·饶的建议下，拉维·瓦尔马于1894年在孟买的加特科帕尔开设了一间石版印刷出版社，后于1899年将其转移到马哈拉施特拉邦洛纳瓦拉附近的马拉夫利。该出版社制作的版画内容大多是印度教各神祗，其场景主要改编自《摩诃婆罗多》、《罗摩衍那》和《往世书》。这些版画非常受欢迎，多年来一直持续印刷了数千张，甚至一直持续到1906年拉维·瓦尔马去世之后。
拉维·瓦尔马出版社是当时印度最大、最具创新性的出版社。该出版社由拉维的弟弟拉贾·瓦尔马管理，但在他们的管理下，商业上不太成功。到1899年，出版社负债累累；1901年，出版社被卖给了他来自德国的印刷技术员弗里茨·施莱歇尔（Fritz Schleicher）。施莱歇尔继续印刷拉维·瓦尔马的版画，但后来聘请了其他艺术家创作新的设计。施莱歇尔还扩大了出版社的产品范围，引入了商业和广告标签。在施莱歇尔及其继任者的管理下，出版社一直很成功。但1972年的毁灭性火灾烧毁了整个工厂。拉维·瓦尔马的许多原始平版印刷品也在大火中毁于一旦。

## 荣誉

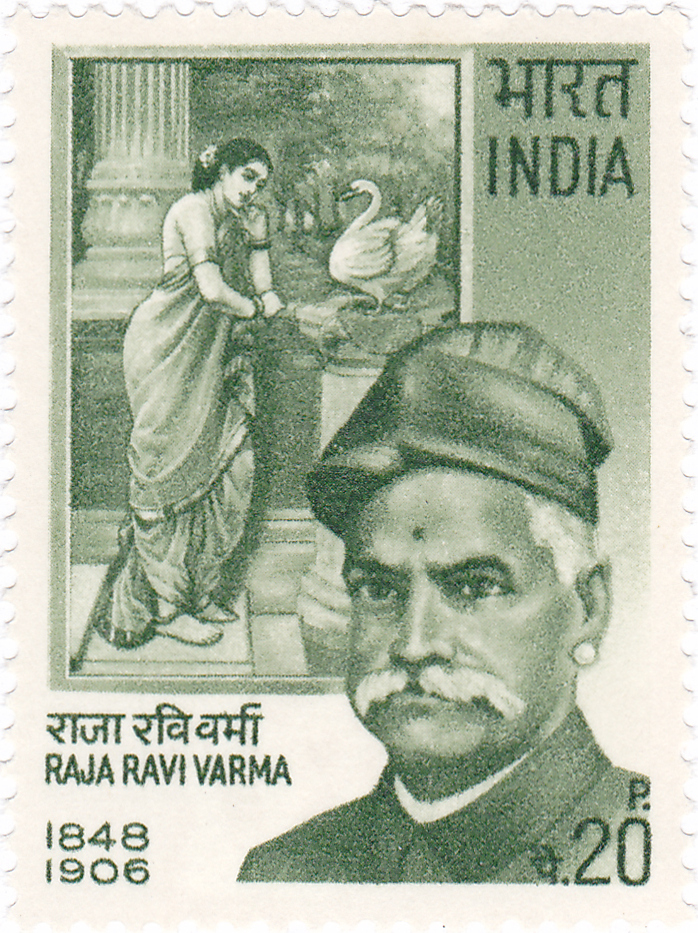
1971年印度邮票上的拉贾·拉维·瓦尔马

1904年，总督寇松勋爵代表英皇授予瓦尔马凯撒-艾-欣德勋章。为了纪念他，在喀拉拉邦的马韦利克卡拉还成立了一所美术学院。基利马诺尔的拉贾·拉维·瓦尔马高中是以他的名字命名的，印度各地还有许多文化组织都以他的名字命名。2013年，以他的名字命名了水星上的瓦尔马陨石坑。考虑到他对印度艺术的巨大贡献，喀拉拉邦政府设立了拉贾·拉维·瓦尔马奖，每年颁发给在艺术和文化领域表现卓越的人。
- 在他逝世65周年之际，印度邮政（英语：India Post）发行了一枚纪念邮票，描绘了拉维·瓦尔马和他的名画《达马扬蒂与天鹅》（Damayanti and Swan）。

## 评价
拉贾·拉维·瓦尔马有时被认为是印度第一位现代艺术家，因为他能够将西方美学与印度肖像学相结合。印度艺术史学家和评论家吉塔·卡普尔写道：
拉维·瓦尔马是无可争议的印度现代艺术之父。他既天真又雄心勃勃，为后来的同胞展开了一些具体问题的辩论，如：通过专业敏锐度来定义个人天才，测试具有特殊效果的文化适应模式，尝试历史角度的图画叙述等。
同样，巴罗达大学的艺术家古拉姆·穆罕默德·谢赫也将拉维·瓦尔马描述为现代艺术家。在他的文章《拉维·瓦尔马在巴罗达》（Ravi Varma in Baroda）中，谢赫将瓦尔马称为建立印度现代艺术的关键人物，并说道：“印度当代艺术的故事，在拉维·瓦尔马进入后，就再也不一样了。他几乎在每个方面都留下了自己的印记。”谢赫和卡普尔一样，称赞拉维·瓦尔马对印度与西方的美学与技术的融合，并将他与印度现代主义者南达拉·玻色相提并论。
然而，对拉维·瓦尔马的评价也存在争议。巴罗达学派艺术家和艺术史学家拉坦·帕里穆对拉维·瓦尔马的评价并不高，贬称他庸俗，并称瓦尔马的作品在精神上不如民间艺术和部落艺术真实。他认为拉维·瓦尔马应对流行艺术的“粗俗”负责，将瓦尔马的作品与日历艺术和电影中流行画面的艳丽色彩和性感相提并论。
尽管对拉维·瓦尔马的评价颇具争议，但他仍然是印度现代和当代艺术家的重要人物。例如，现代艺术家纳里尼·马拉尼在其视频装置《求同存异》（Unity in Diversity）中重现了拉维·瓦尔马的《音乐家银河》，来质疑拉维·瓦尔马的理想民族主义。同样，当代艺术家普什帕马拉·N以自己为主题，重新创作了几幅拉维·瓦尔马的画作，来解构拉维·瓦尔马对女神和印度女人的理想化描绘。
许多组织都通过节目来纪念他，并以他的名义颁奖。每年都会举办为期两天的兰吉辛大君盖克瓦德艺术节（The Maharaja Ranjitsinh Gaekwad Festival of Arts），在古吉拉特邦巴罗达拉克希米·维拉斯宫的杜巴大厅（Durbar Hall）纪念他。视觉艺术领域的拉贾·拉维·瓦尔马卓越奖（Raja Ravi Varma Award for Excellence in the Field of Visual Arts）在该艺术节期间颁发。贾扬特·帕里克是第一个获奖者。

## 主要作品列表
下面是拉维·瓦尔马的杰出作品列表。在他诞辰150周年的纪念日，Google艺术与文化在线发布了他的300多件作品供大家欣赏。
- 《莫希尼玩球》（Mohini playing with a ball）
- 《雅首达与克里希那》（Yashoda and Krishna）
- 《乡村美女》（Village Belle）
- 《陷入沉思的女士》（Lady Lost in Thought）
- 《达马扬蒂对天鹅言语》（Damayanti Talking to a Swan）
- 《乐团》（The Orchestra）
- 《阿周那与须跋陀罗》（Arjuna and Subhadra）
- 《心碎》（The heartbroken）
- 《斯瓦拉巴特（英语：Swarabat）演奏者》（Swarbat Player）
- 《沙昆塔拉》（Shakuntala）
- 《大使克里希那神》（Lord Krishna as Ambassador）
- 《罗波那打伤主罗摩的鸟信徒阇吒优私》（Jatayu, a bird devotee of Lord Rama is mauled by Ravana）
- 《因陀罗耆特的胜利》（Victory of Indrajit）
- 《乞丐一家》（A Family of Beggars）
- 《弹斯瓦拉巴特的女人》（A Lady Playing Swarbat）
- 《在寺庙布施的女人》（Lady Giving Alms at the Temple）
- 《主罗摩征服伐楼拿》（Lord Rama Conquers Varuna）
- 《帕鲁马拉的格瓦格斯·格雷戈里奥斯（英语：Geevarghese Gregorios of Parumala）》（Gheevarghese Mar Gregorios of Parumala）
- 《奈尔女人》（Nair Woman）
- 《浪漫情侣》（Romancing Couple）
- 《黑公主怕见木茶花（英语：Kichaka）》（Draupadi Dreading to Meet Kichaka）
- 《福身王与贞信》（Shantanu and Matsyagandha）
- 《沙昆塔拉给杜尚塔国王写情书》（Shakuntala Composing a Love Letter to King Dushyanta）
- 《智者汉和的隐居处中的女孩（里士-坎亚）》（Girl in Sage Kanwa's Hermitage (Rishi-Kanya)）
- 《特拉凡哥尔的巴拉尼·蒂鲁纳尔·拉克希米·巴伊》（Bharani Thirunal Lakshmi Bayi of Travancore）
- 《斯里·沙姆卡·苏布拉马尼亚·斯瓦米》（Sri Shanmukha Subramania Swami）
- 《执扇的女人》（Woman holding a fan）
- 《骑马的迈索尔国王（英语：Wadiyar dynasty）3D画》（3D painting of the Mysore king on a horse，在迈索尔王宫展出）

## 画廊

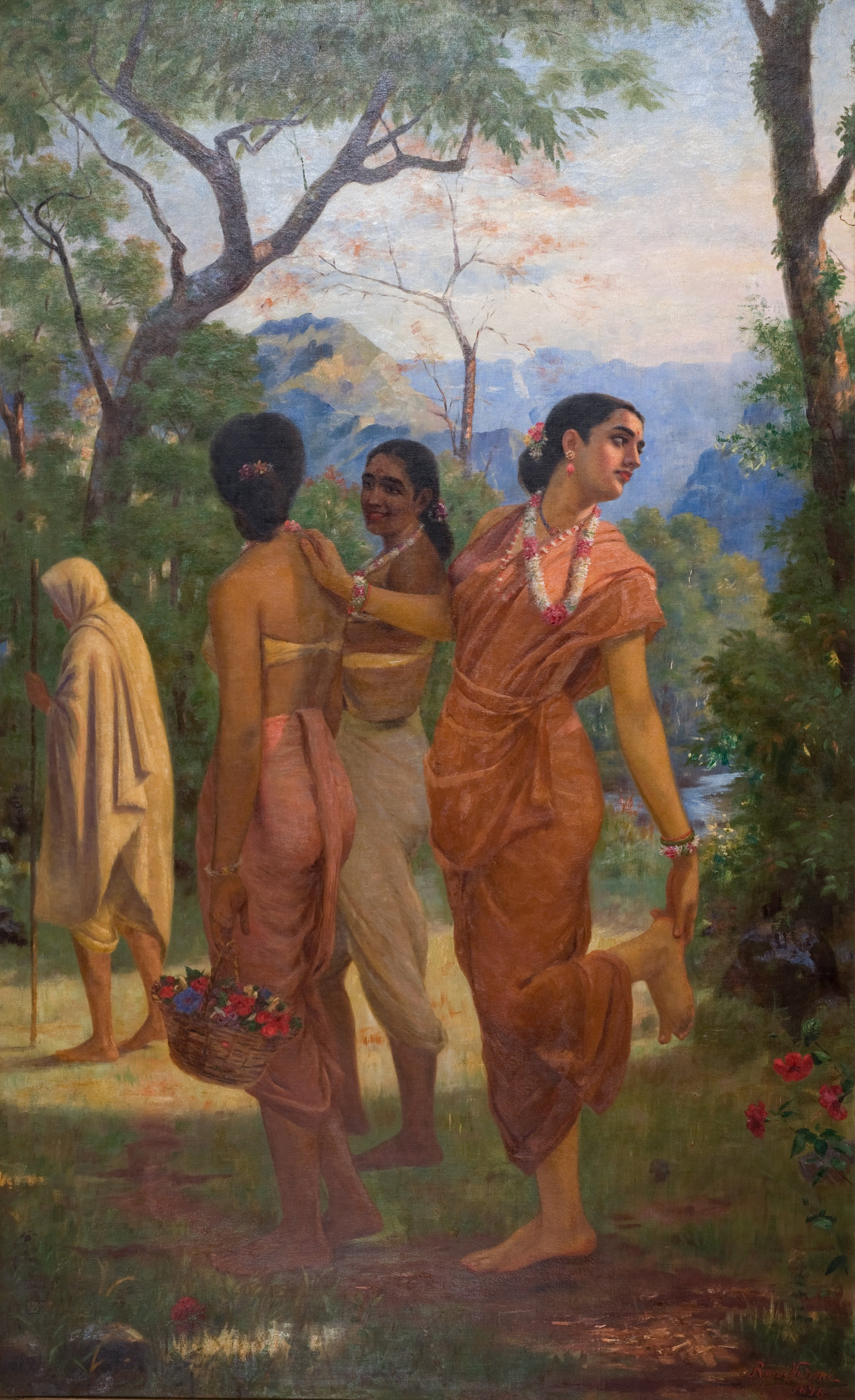
《沙昆塔拉寻找杜尚塔（英语：Shakuntala (Raja Ravi Varma)）》
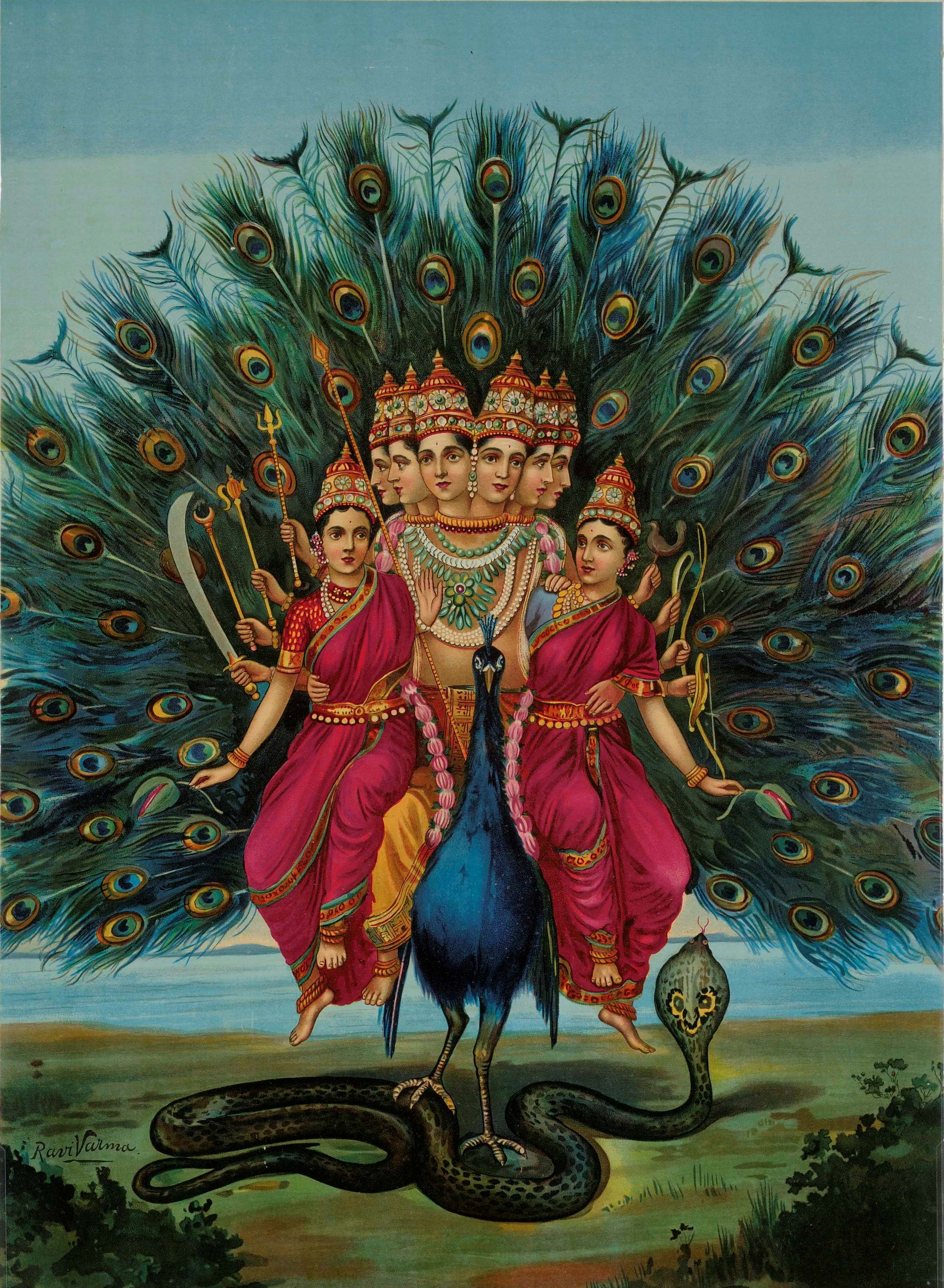
斯里·沙姆卡·苏布拉马尼亚·斯瓦米
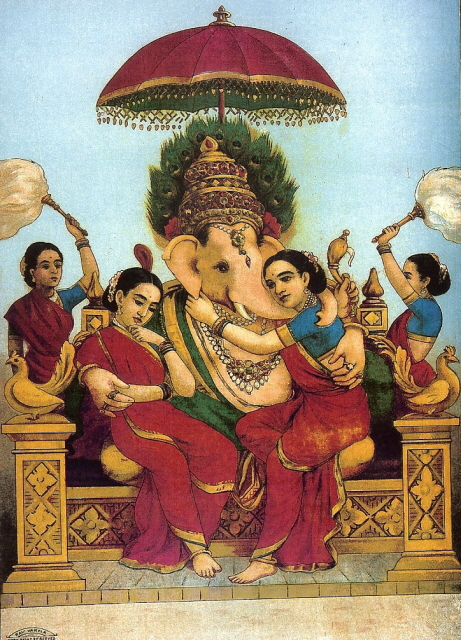
象头神与悉地和里地（英语：Consorts of Ganesha#Buddhi, Siddhi, and Riddhi）
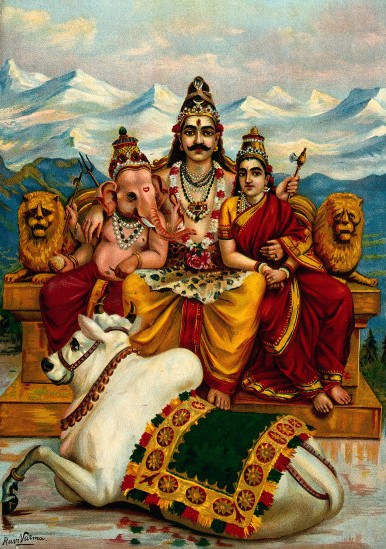
湿婆一家
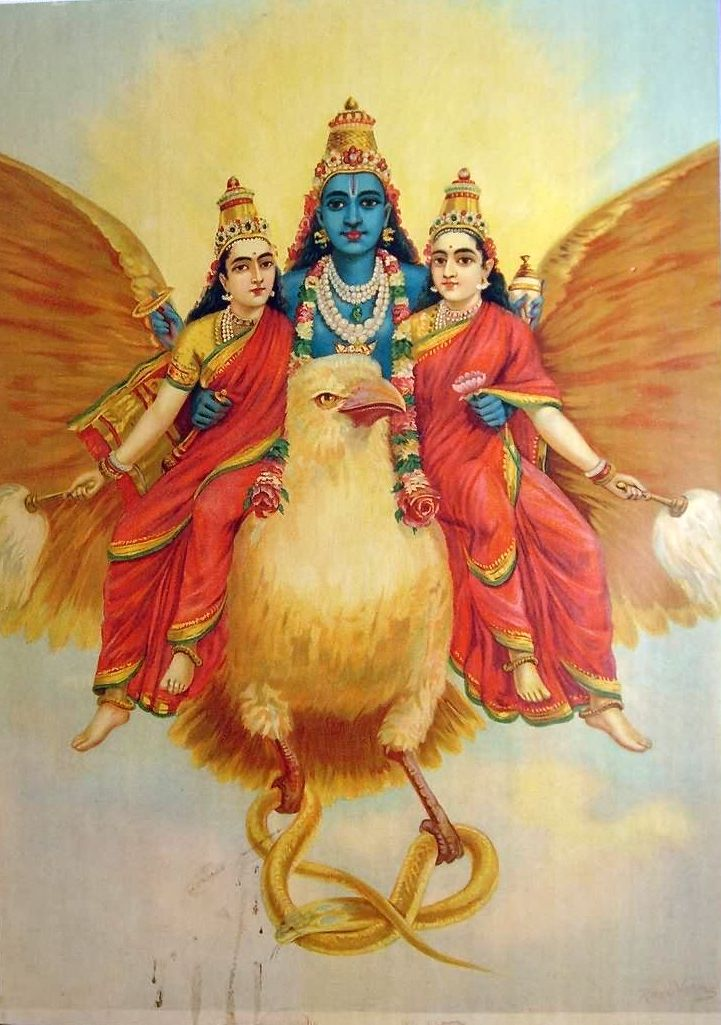
毗湿奴与吉祥天女和普里特维（Prithvi）
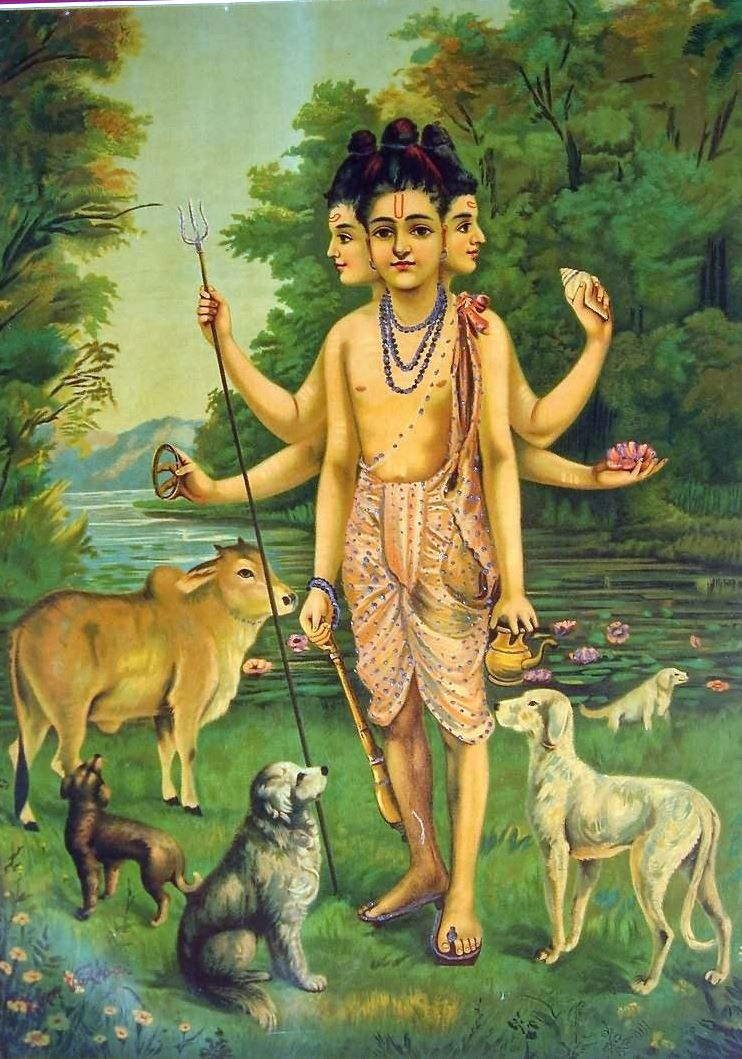
达塔特雷亚（英语：Dattatreya）
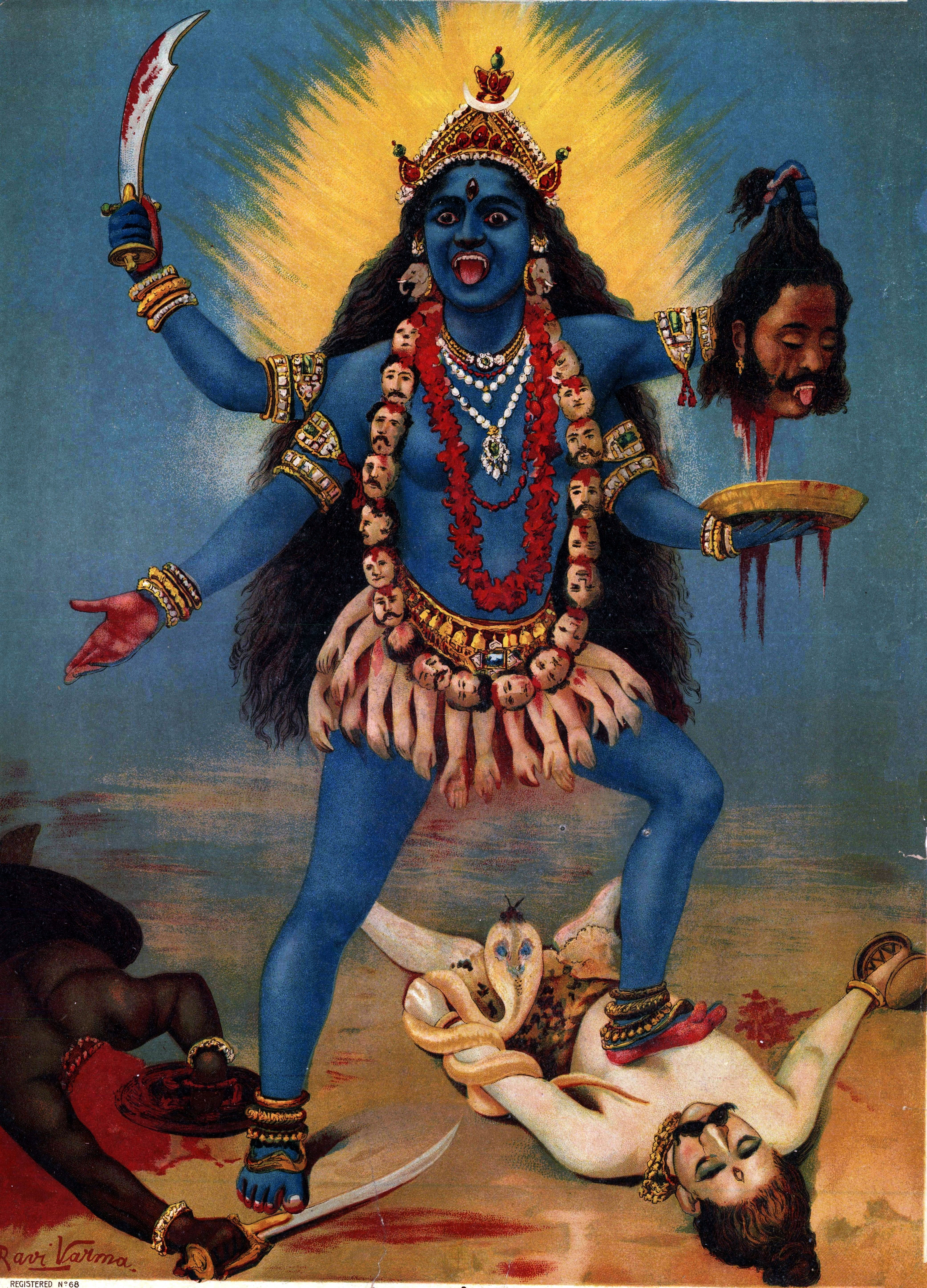
时母女神
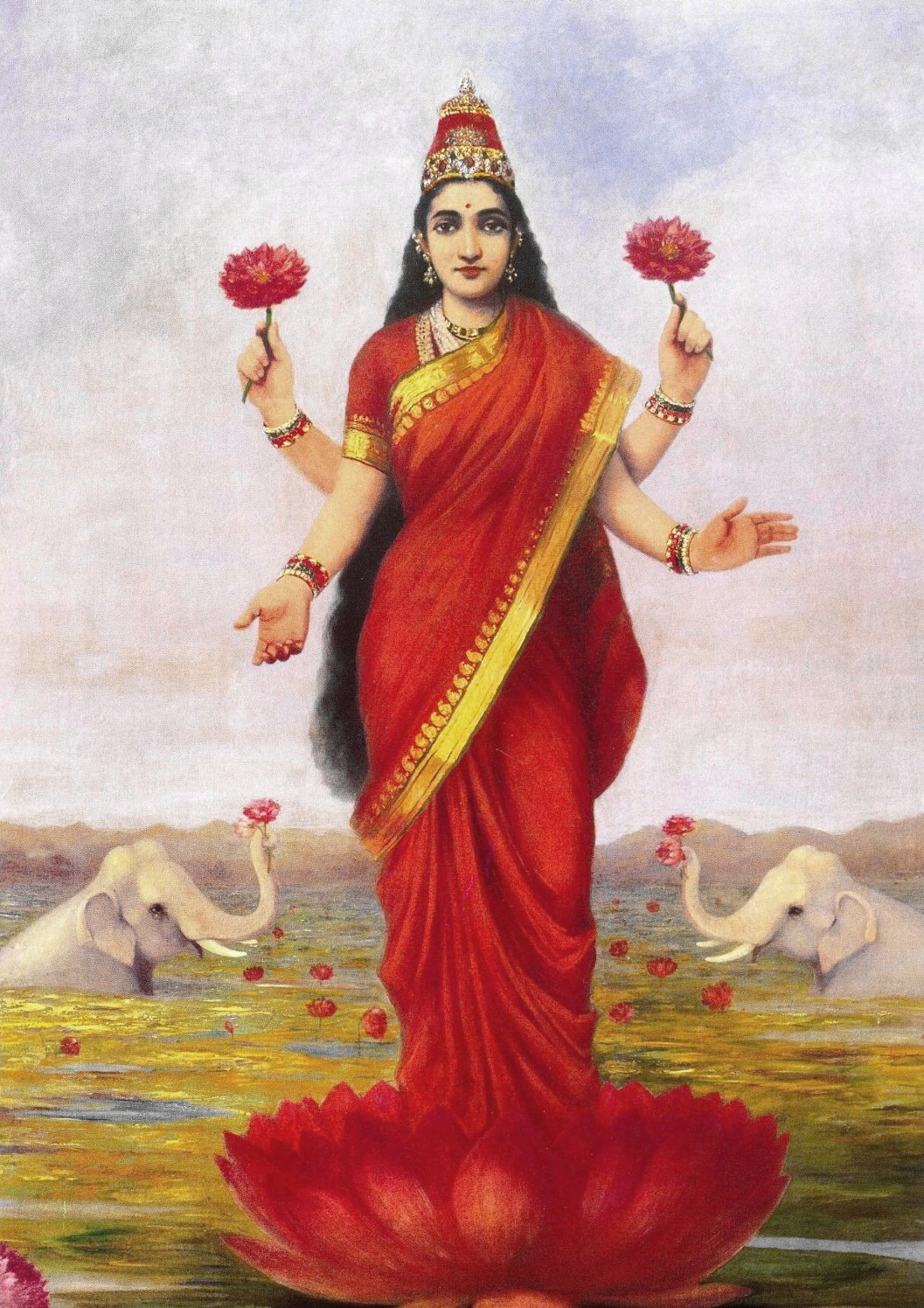
吉祥天女
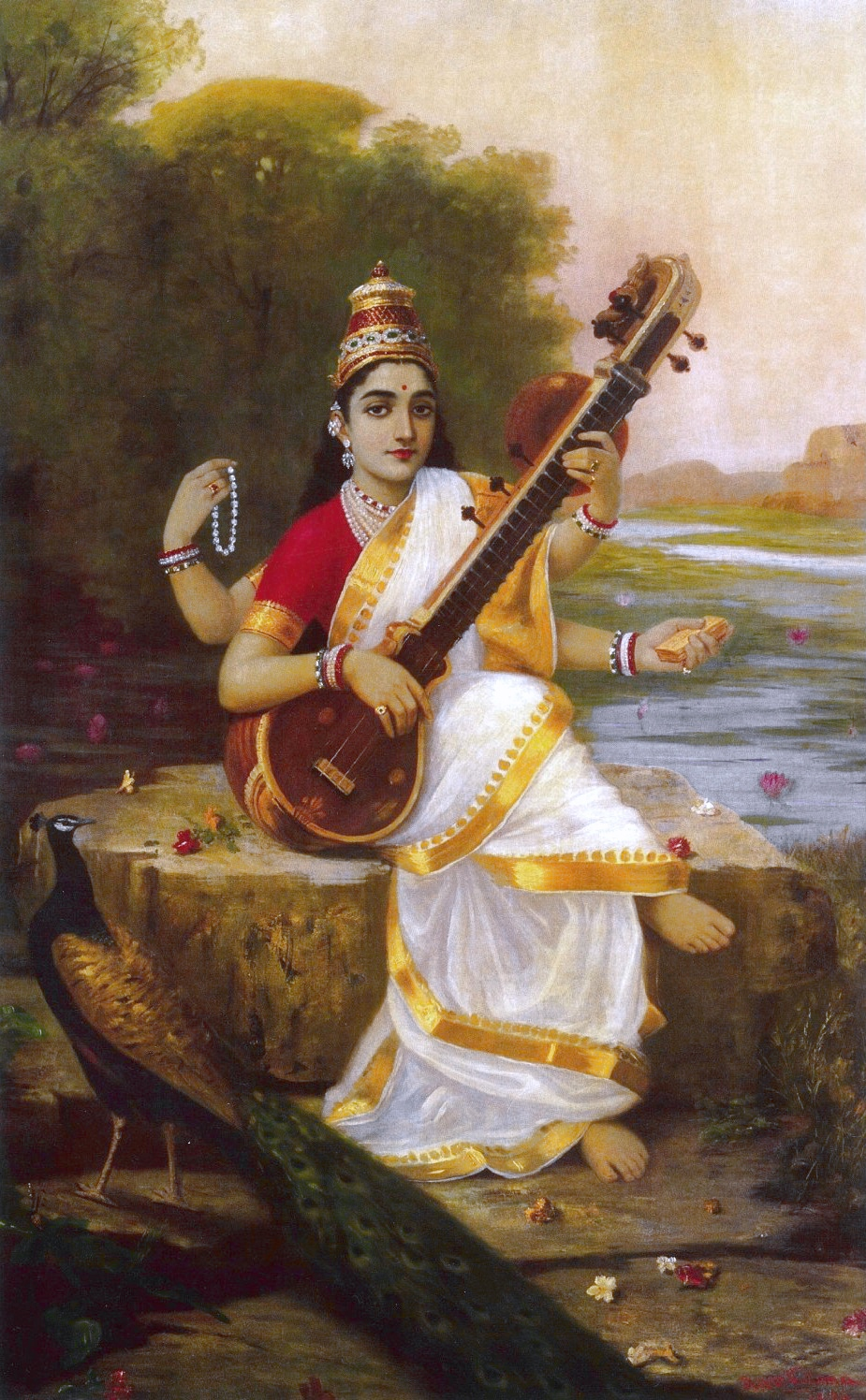
Goddess 辩才天女
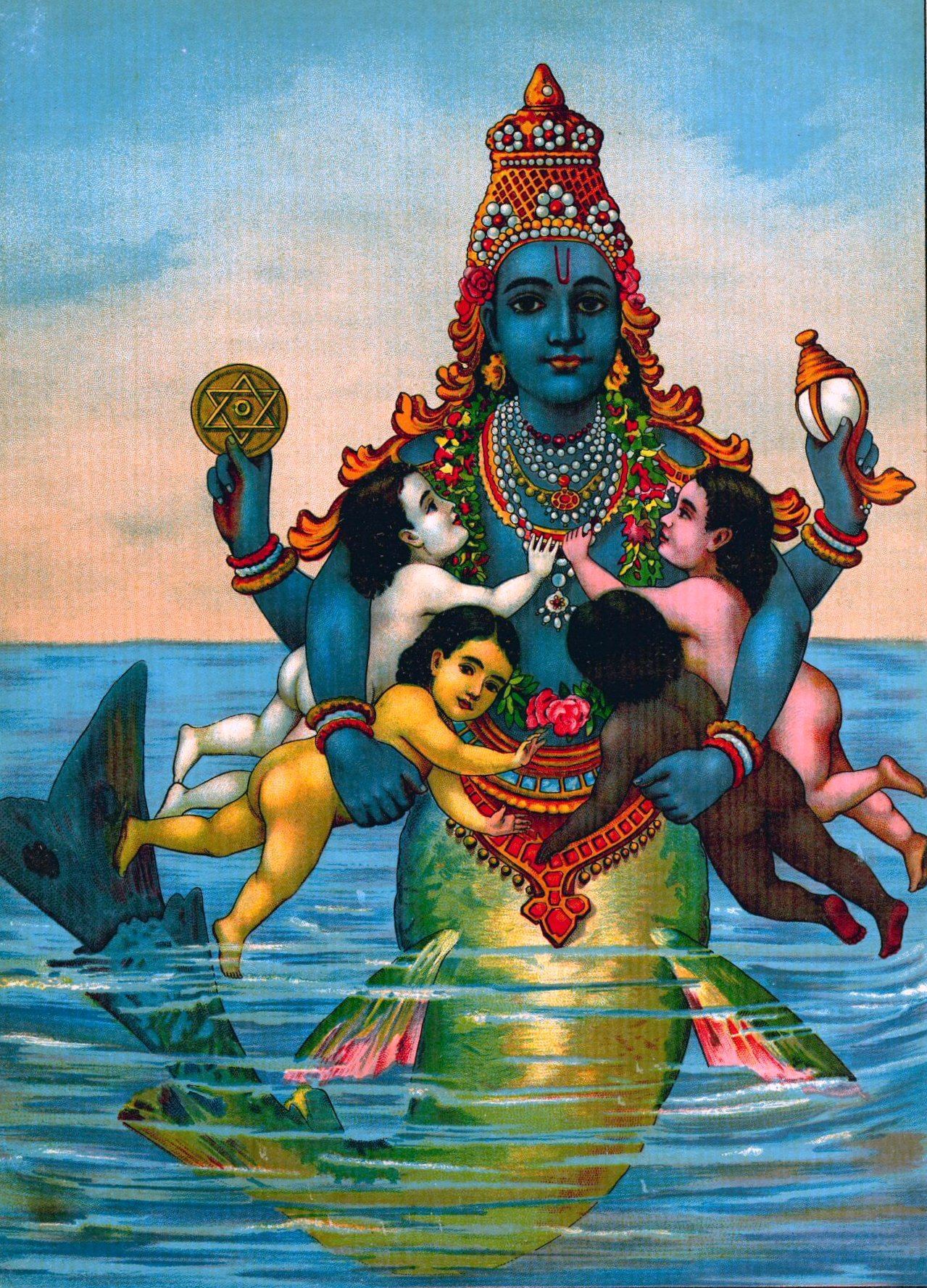
摩蹉肖像
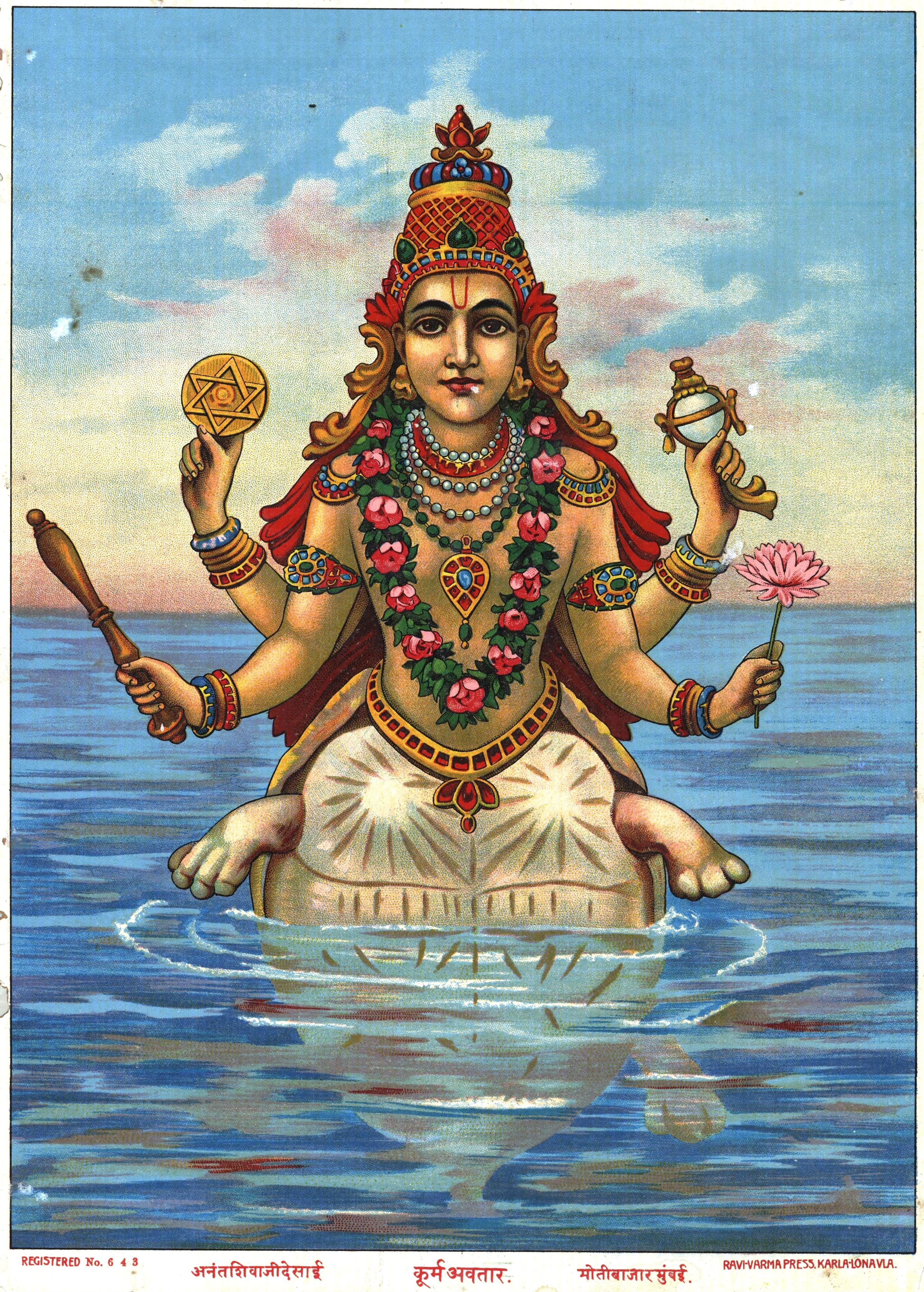
俱利摩肖像
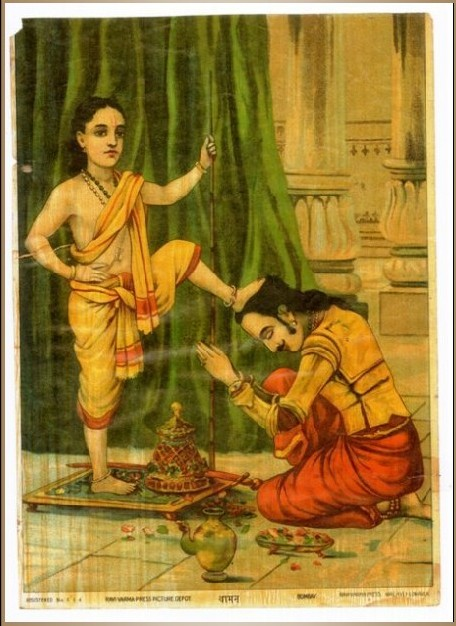
筏摩那肖像
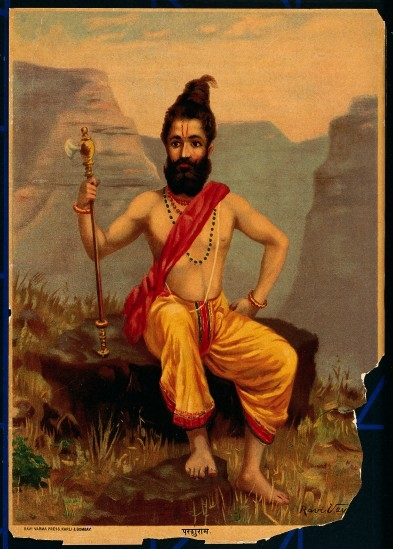
持斧罗摩肖像
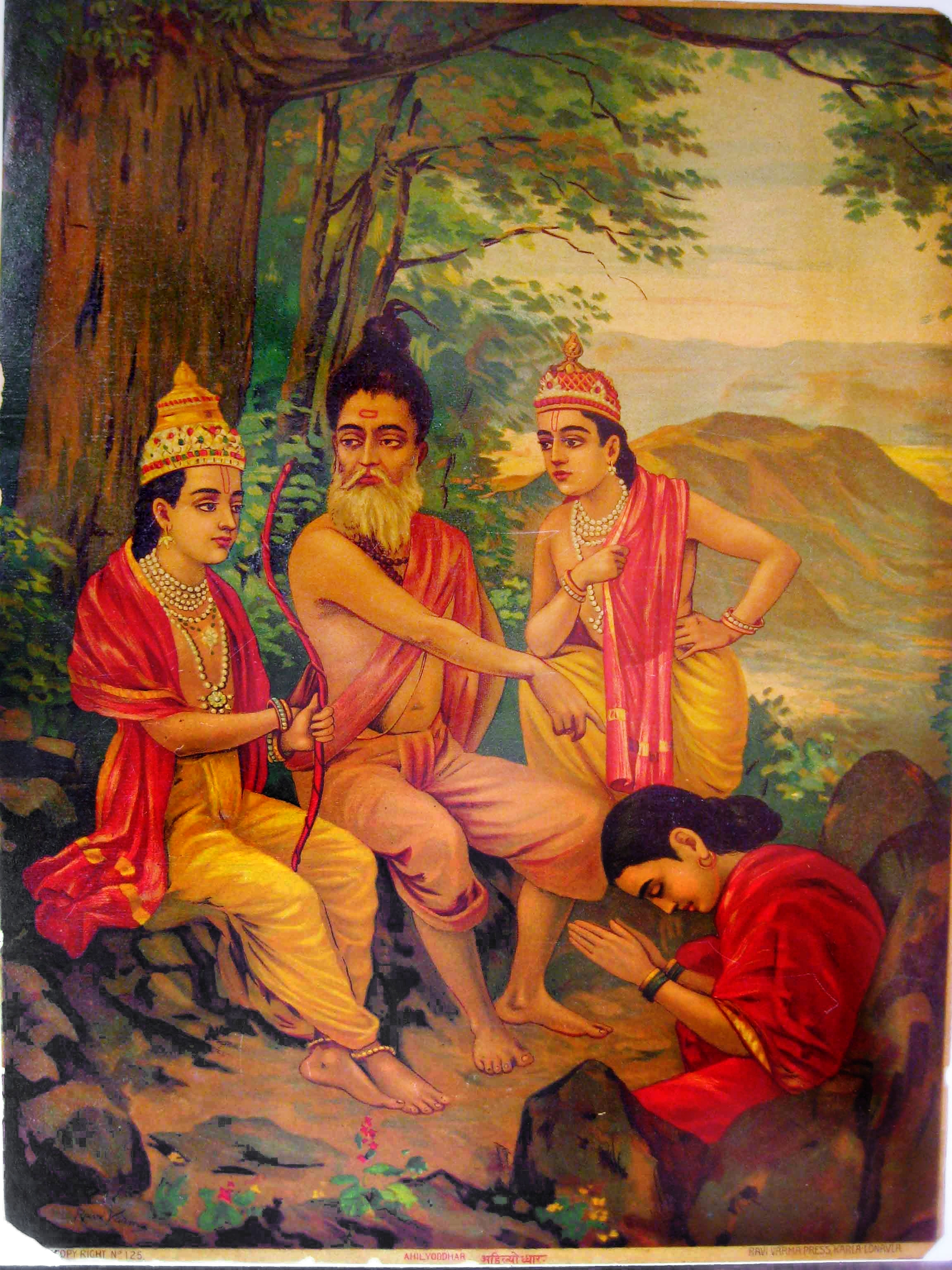
主罗摩
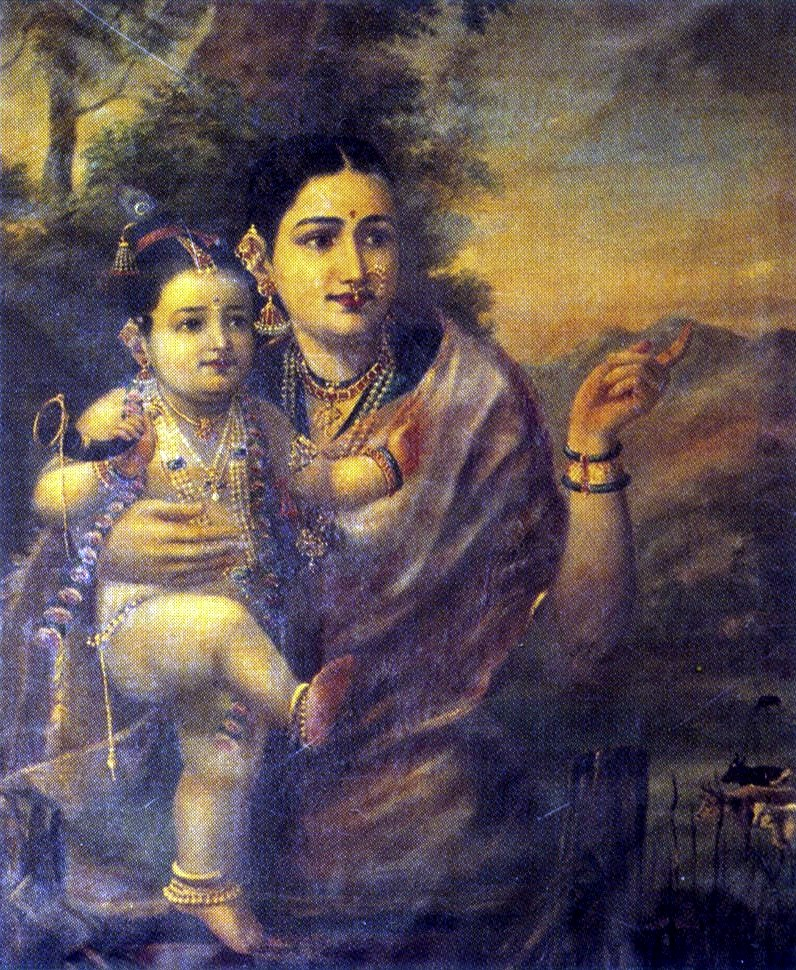
克里希那神与雅首达
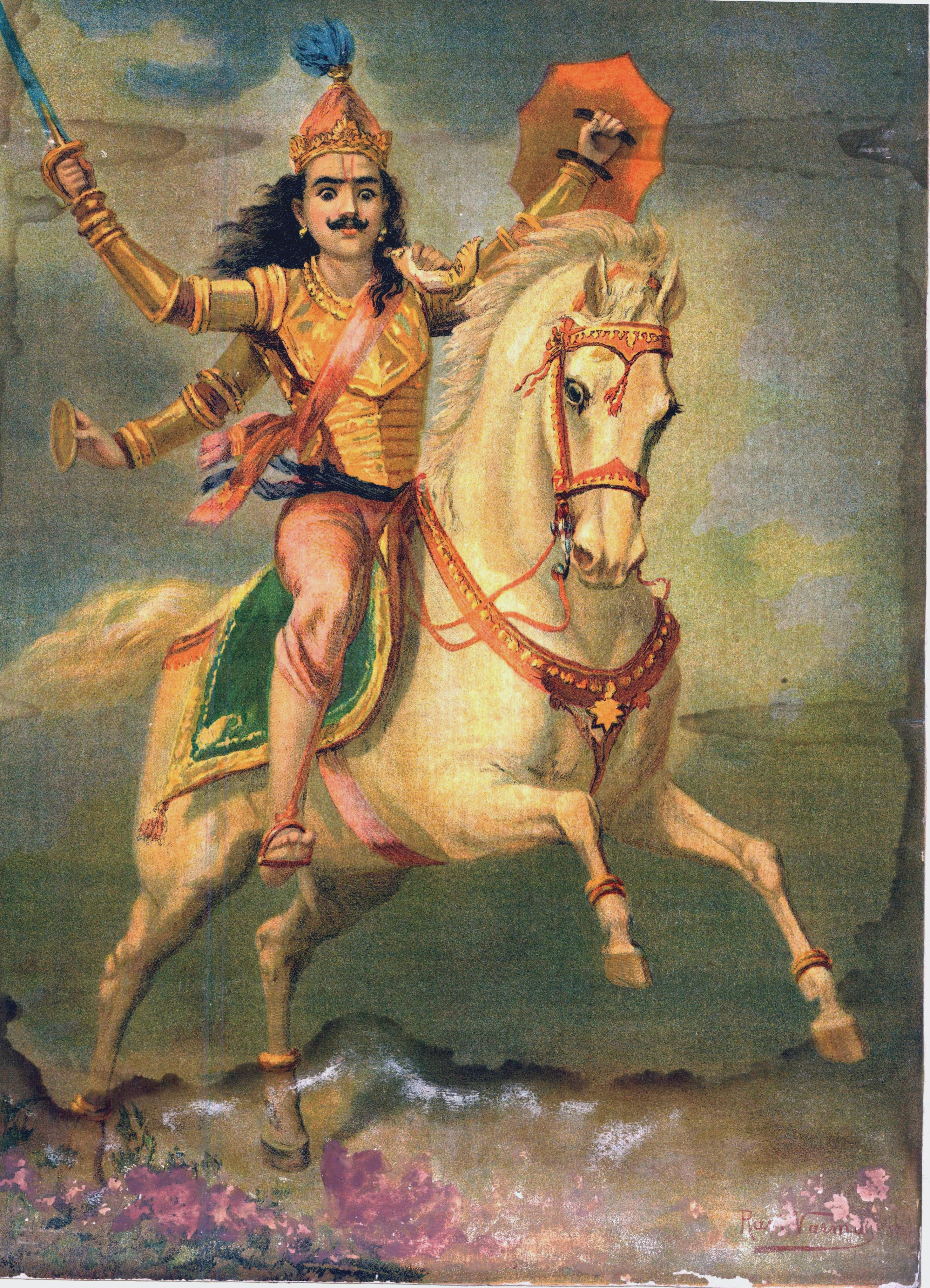
迦乐季肖像
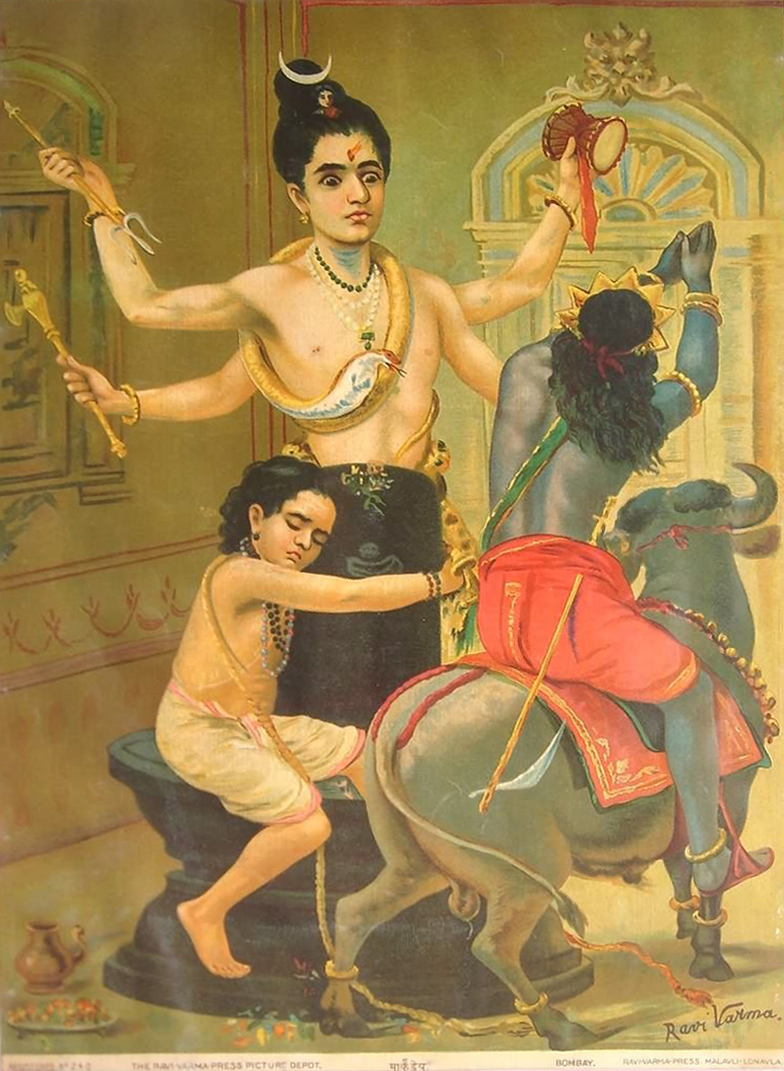
湿婆神保护马尔坎德亚（英语：Markandeya）
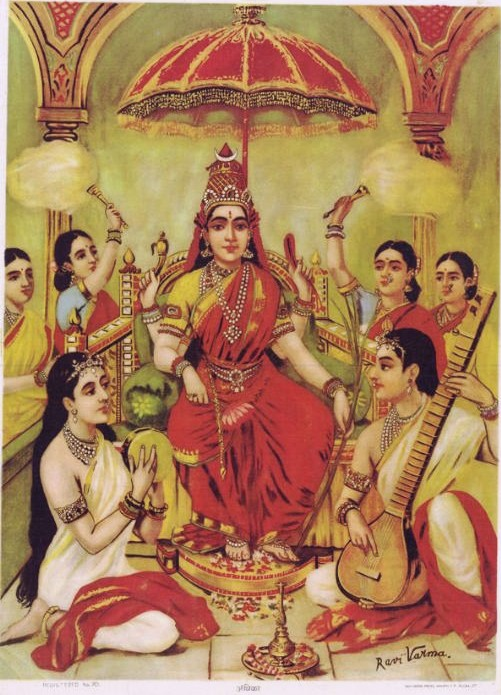
安碧卡（英语：Ambika (goddess)）女神和她的奉献者
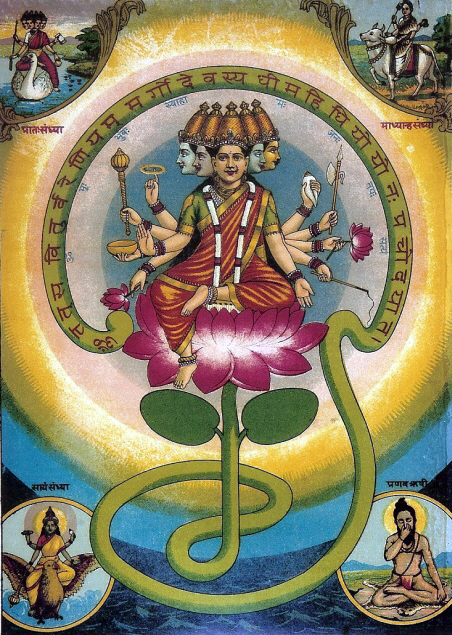
加亚特里（英语：Gayatri）女神
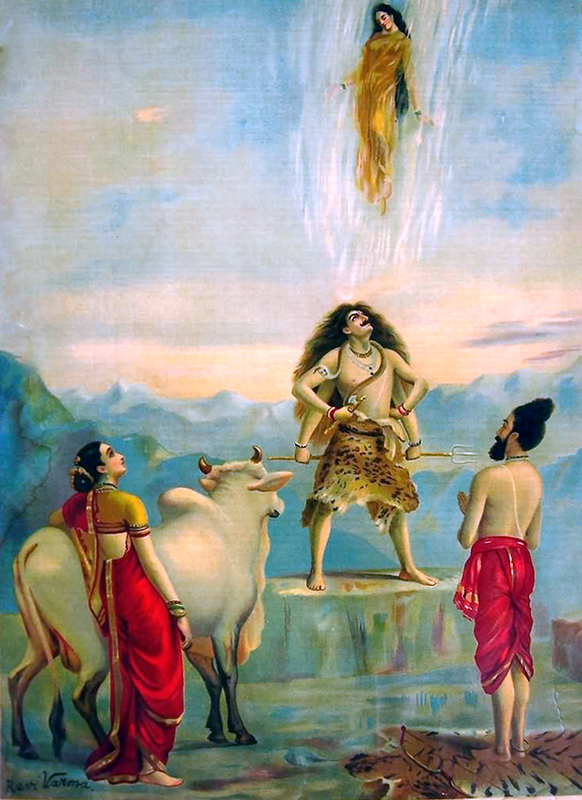
恒河女神的后裔
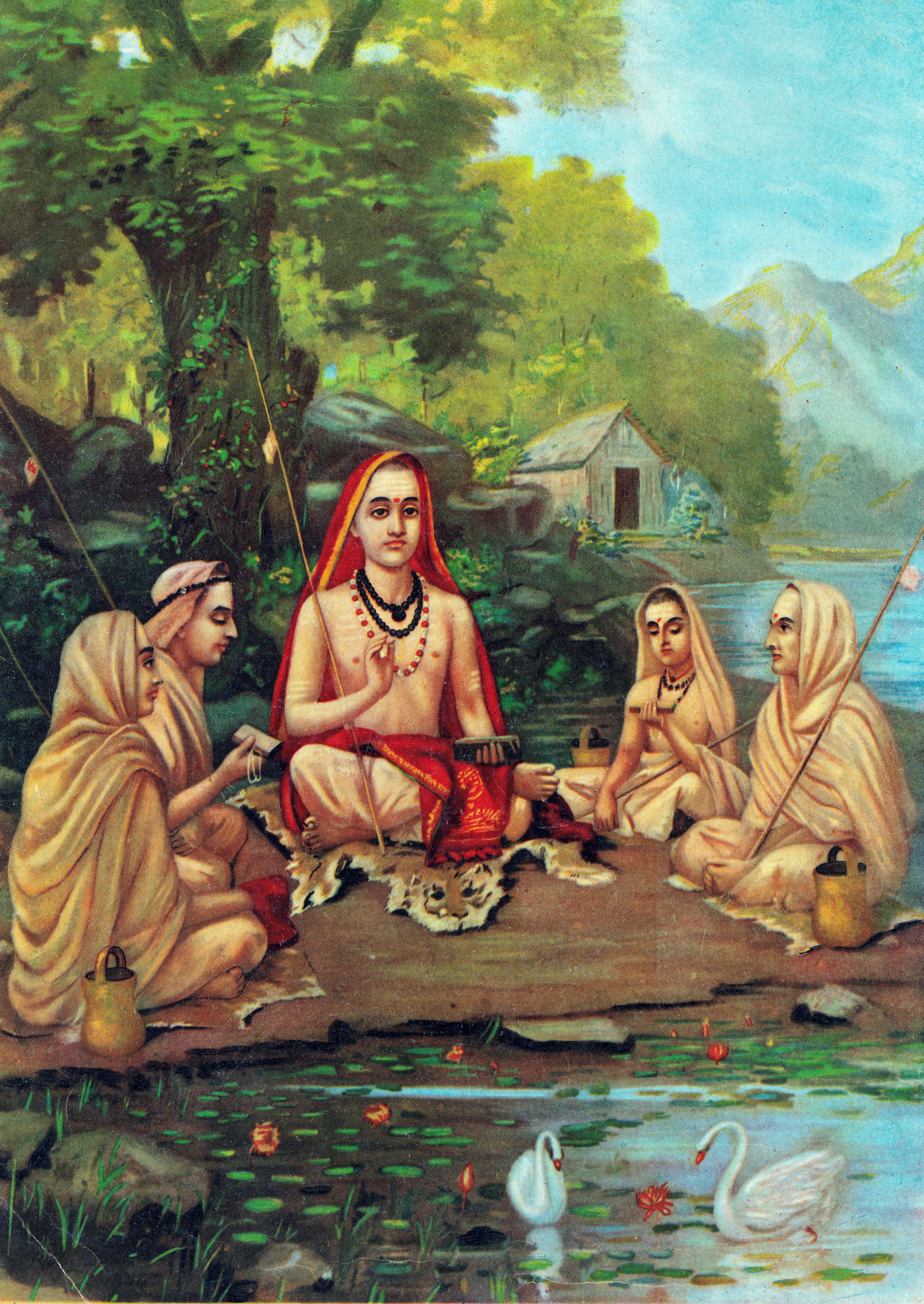
阿迪·商羯罗
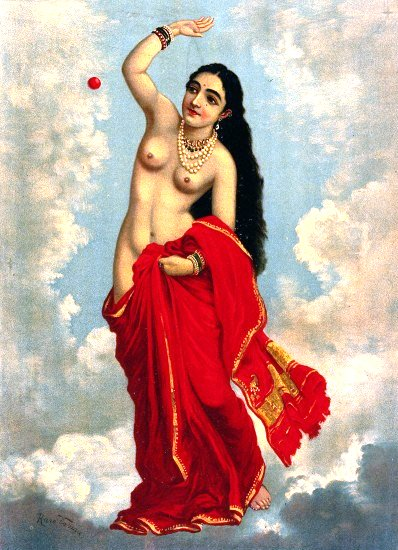
提洛塔马（英语：Tilottama）
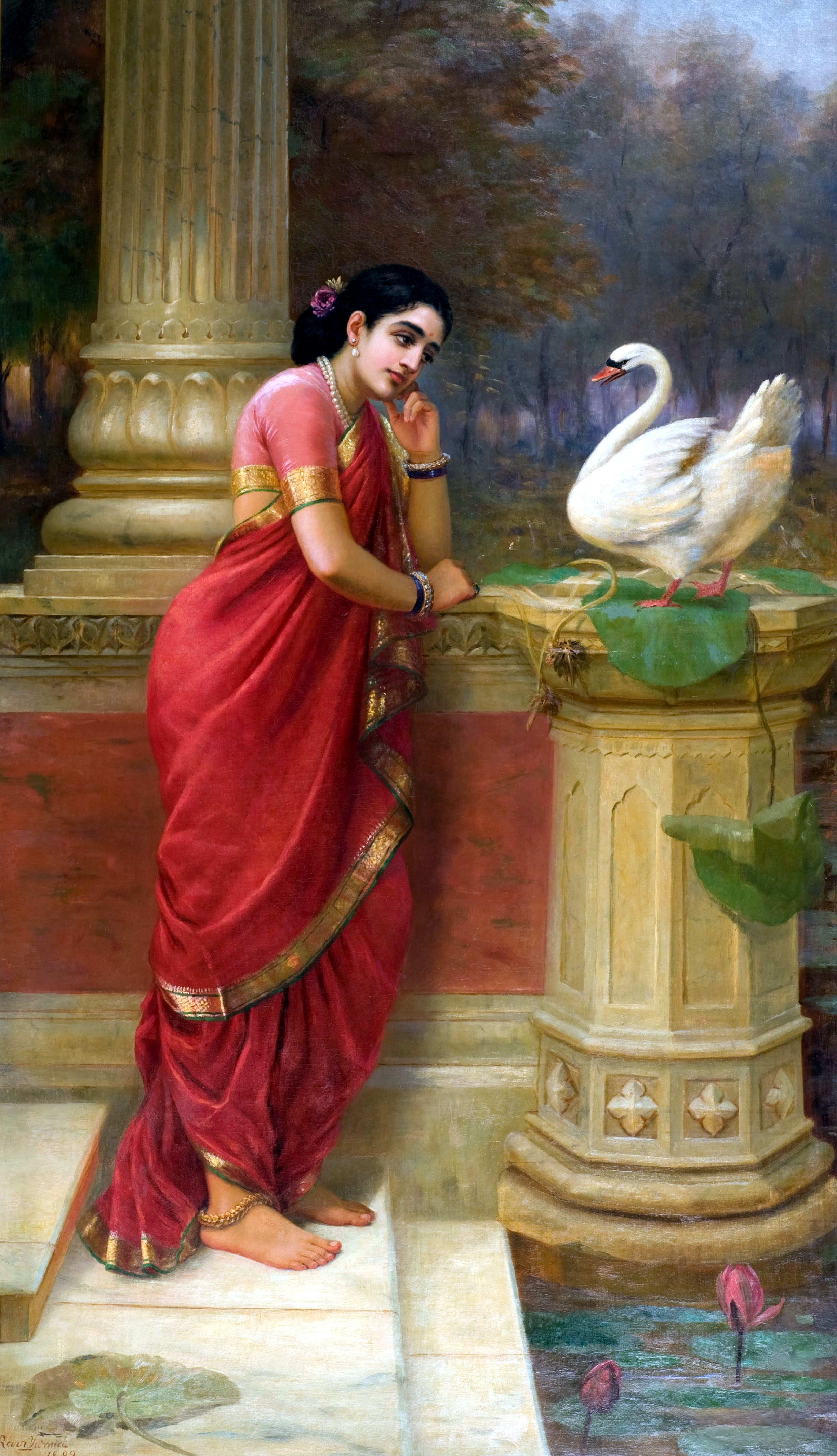
达马扬蒂对天鹅言语
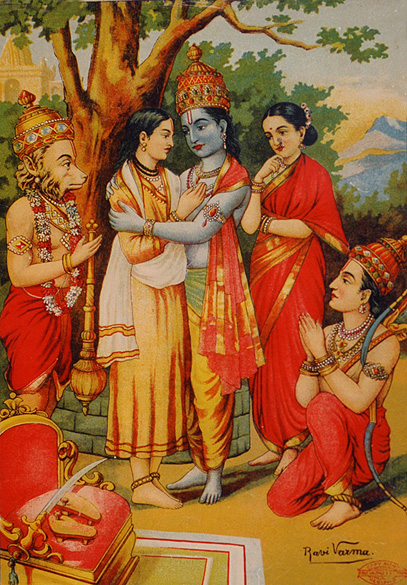
斯里罗摩遇见兄弟婆罗多（英语：Bharata (Ramayana)）
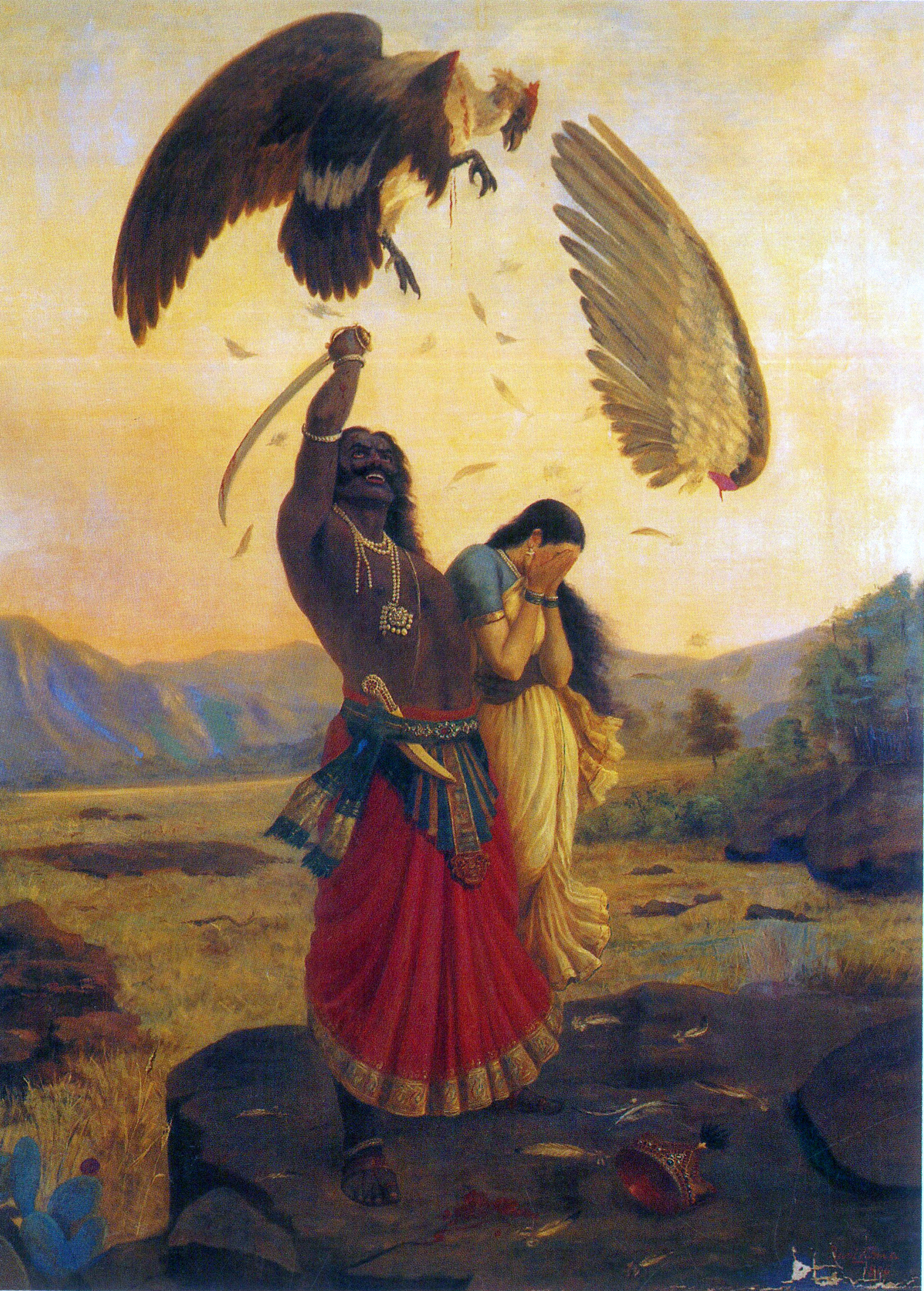
阇吒优私对战罗波那
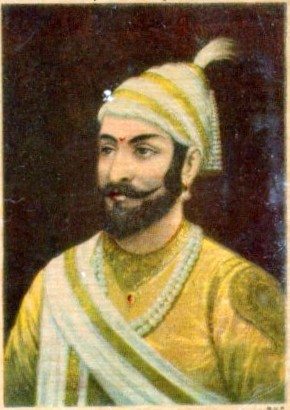
贾特拉帕蒂·希瓦吉·马哈拉杰
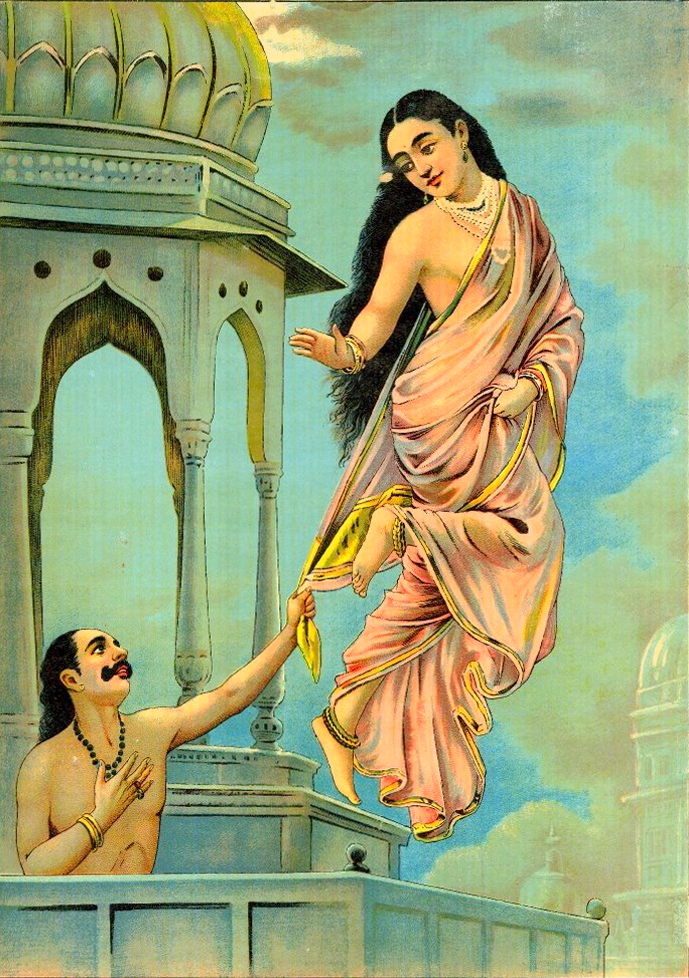
洪呼王和广延天女
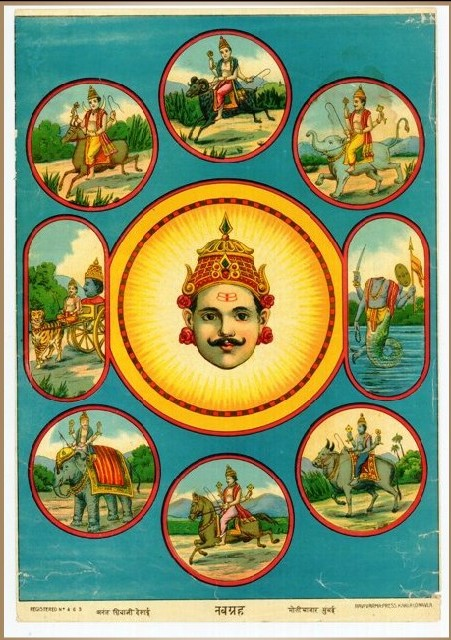
九曜
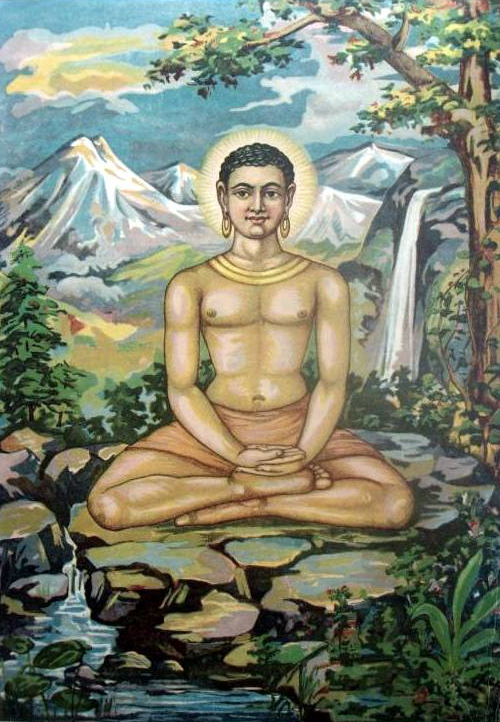
佛
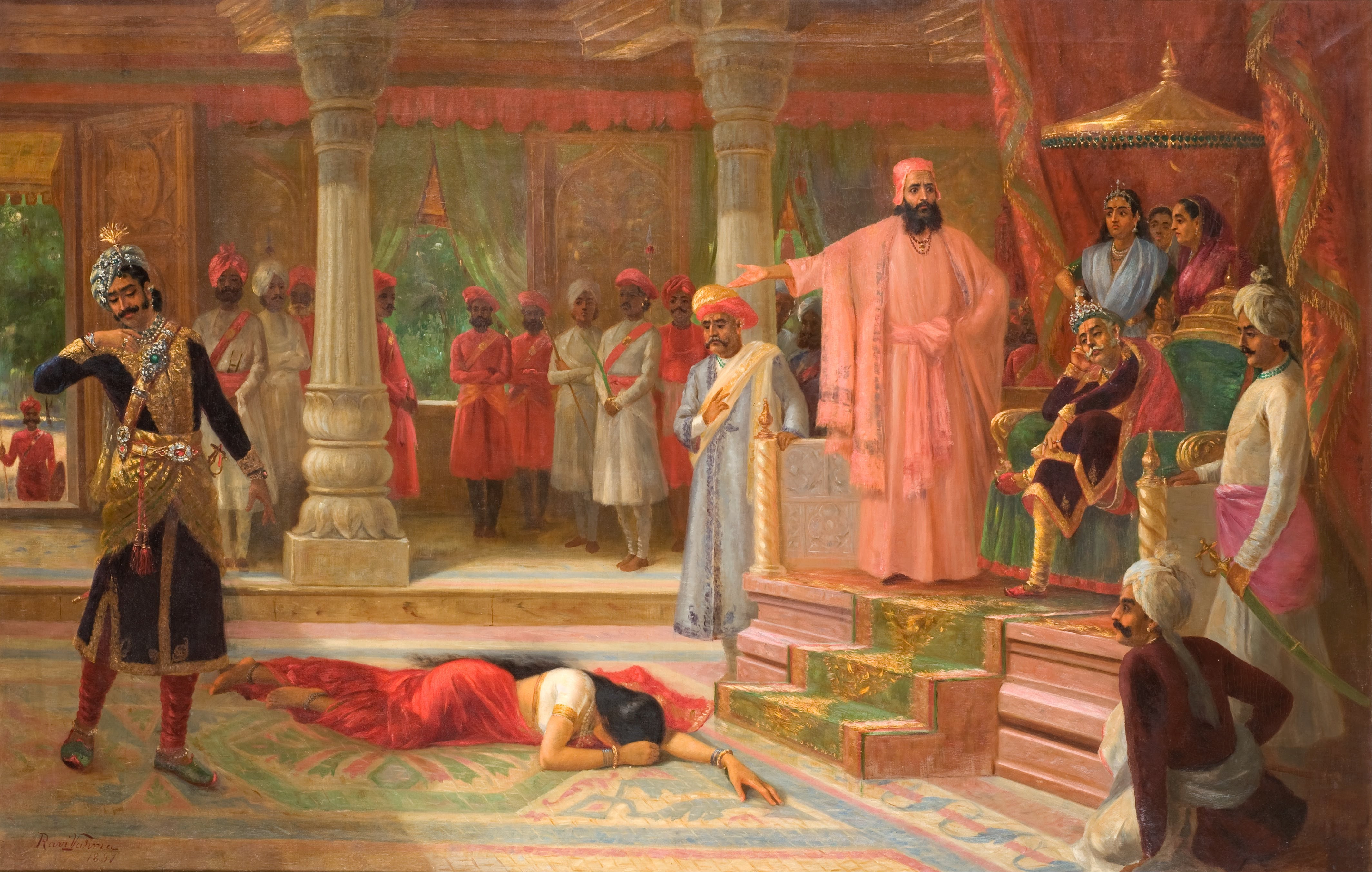
黑公主在毗罗吒的庭院被羞辱
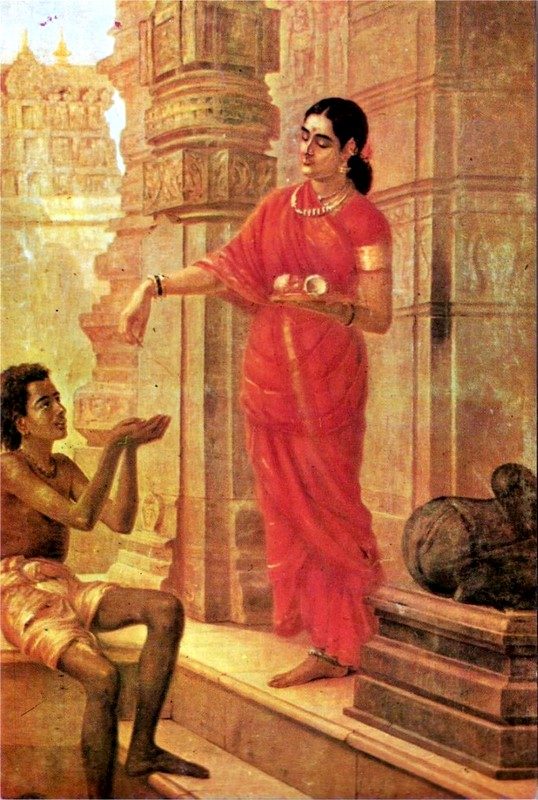
女士在寺庙施舍
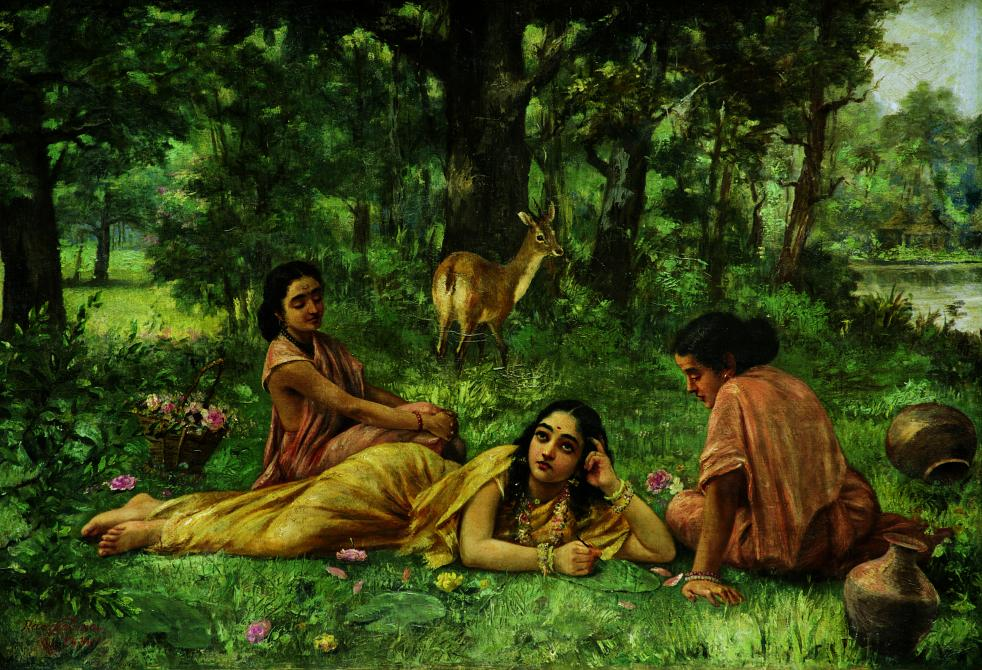
《沙昆塔拉-帕特拉-莱坎》

## 在流行文化中
J·萨西库马尔于1997年制作了一部关于这位艺术家的印度电视纪录片《拉贾·拉维·瓦尔马》。它由印度电影部制作。
《摩羯迷雾》是2011年一部印度马拉雅拉姆语浪漫剧情片，由列宁·拉金德兰执导，桑托什·西万饰演瓦尔马，影片围绕着瓦尔马的画作《乌尔瓦希·普鲁拉瓦斯》（Urvashi Pururavas）。2014年印度印地语电影《激情的颜色》探索了瓦尔马画作背后的灵感，兰迪普·胡达扮演该画家。

## 扩展阅读

### 英语
- Rupika Chawla.  [拉贾·拉维·瓦尔马：印度殖民地的画家]. 艾哈迈达巴德: Mapin Publishing. 2010年3月.
- D.Jegat Ishwari.  [拉贾·拉维·瓦尔马——油印目录]. 钦奈: ShriParasuraman. 2010. ISBN 9788191002614.
- Vijayakumar Menon（文字）.  [拉维·瓦尔马经典：2008]. Genesis Art Foundation.（Cochin-18;45调色盘）
- Deepanjana Pal.  [画家：拉维·瓦尔马的一生]. 兰登书屋印度. 2011. ISBN 9788184002614.
- [拉贾·拉维·瓦尔马——印度最著名的画家：1848—1906]. 班加罗尔: Parsram Mangharam. 2007.
- [拉贾·拉维·瓦尔马——画家王子：1848—1906]. 班加罗尔: Parsram Mangharam. 2003.
- Erwin Neumayer; Christine Schelberger.  [拉贾·拉维·瓦尔马与印度印刷的众神]. 新德里: 牛津大学出版社. 2003.
- [拉贾·拉维·瓦尔马——印度最著名的画家：1848—1906] I、II 经典收藏. 班加罗尔: Parsram Mangharam. 2005.
- Erwin Neumayer; Christine Schelberger (编).  [拉贾·拉维·瓦尔马：一位艺术家的肖像——C·拉贾·拉贾·瓦尔马日记]. 新德里: 牛津大学出版社. 2005.
- Enrico Castelli; Giovanni Aprile.  [神圣的石版印刷]. 新德里: Il Tamburo Parlante Documentation Centre and Ethnographic Museum. 2005.
- Christopher Pinney.  [众神的照片：印刷图像与印度的政治斗争]. 伦敦: 反应图书（英语：Reaktion Books）. 2004.
- E.M Joseph Venniyur（AIR前董事）.  [拉贾·拉维·瓦尔马].
- Ranjit Desai.  [拉贾·拉维·瓦尔马（小说）]. 由Vikrant Pande翻译. 哈珀长远（英语：Harper Perennial）. 2013. ISBN 9789350296615.
- 拉贾·拉维·瓦尔马.  [心灵之书：生活与表达]. Piramal Art Foundation. 2016. ISBN 9788193066805.

### 马拉雅拉姆语
- Vijayakumar Menon.  [拉维·瓦尔马——批判性研究]. 德里久尔: 喀拉拉拉利塔卡拉学院（英语：Kerala Lalithakala Akademi）. 2002.
- 基利马诺尔·钱德兰（英语：Kilimanoor Chandran）. . 喀拉拉邦政府（英语：Government of Kerala）文化出版局. 1999.
- P. N. Narayana Pillai. .
- N. Balakrishnan Nair.  [拉贾·拉维·瓦尔马].

### 马拉地语
- Ranjit Desai（马拉地语小说家）.  [拉贾·拉维·瓦尔马（小说）].